# Zhang Xinxin
Zhang Xinxin (xinès simplificat: 张辛欣 ; pinyin : Zhāng Xīnxīn) (Nanquín, 1953) és una periodista, realitzadora de cinema i televisió, directora teatral, dissenyadora i escriptora xinesa. La seva obra literària s'ha inclòs dins el denominat "corrent modernista".

## Biografia
Zhang Xinxin va néixer el 5 d'octubre de 1953 a Nanquín província de Jiangsu (Xina) en el sí d'una família de militars, originaria de Shandong, però el seu pare també era escriptor. Va créixer a Pequín i el 1969 on va fer els estudis primaris. Amb només disset anys es va convertir en Guàrdia Roja i durant la Revolució Cultural va ser enviada a treballar a una granja militar de recuperació a Beidahuang a la província de Heilongjiang. Posteriorment, gràcies al seu pare, va entrar a l'exèrcit a Hunan inicialment com a soldat i després d'una malaltia renal es va convertir en una infermera del grup denominat "metge descalç" destinada al sud de Yunnan. El 1971va anar a treballar com a infermera en un hospital de Pequín, on va romandre durant cinc anys.
Va formar part de la Lliga de la Joventut Comunista, que va abandonar després de la caiguda de la "Banda dels Quatre".
Al finalitzar el procés de la Revolució Cultural, el 1979 es van reprendre les proves d'accés a la Universitat i va ser admesa a l’Acadèmia Central d'Art Dramàtic de Pequín, on va estudiar direcció.Durant l'època d'estudiant va actuar com actriu en el paper de Lady Green de l'obra "Peer Gynt" d'Ibsen sota la direcció de Xu Xiaozhong i en Jia" 家 (Família) de l'escriptor Ba Jin.
El 1985 va ser nomenada directora del Beijing People's Art Theatre.
Del 1988 al 1990, va estudiar al departament d’Àsia Oriental de la Universitat de Cornell i al Departament de Literatura Comparada de la Universitat de Geòrgia, i des de aquesta data ha fixat la seva residència als Estats Units.

### Carrera literària
Durant el seu segon any a l'Acadèmia d'Art Dramàtic, el 1981, va començar a escriure; el conte, titulat "Al mateix horitzó" (在 同一 地平线 上),publicat a Xangai, a la revista literària Shouhuo (收获). L'any següent, el 1982, Zhang va publicar un segon conte, "Els somnis de la nostra generació" (我们 这个 年纪 的 梦), on els records, evocats per un jove corrector, des de la seva adolescència fins a el camp durant la Revolució Cultural, formen un contrast crític, líric i emocional amb la realitat urbana a què s’enfronta ara.Les obres de Zhang són famoses per la seva detallada i profunda descripció de l’ambivalència de les dones modernes i la recerca de la seva pròpia forma de vida. Alguns crítics destaquen la seva capacitat de lligar el seu talent literari amb una gran sensibilitat davant dels problemes socials del seu temps.
El 1983, apareixia el seu tercer conte: "Une folie d'orchidée" (疯狂 的 君子兰), una novel·la curta molt original que marca un punt d'inflexió en el seu estil. L'obra va provocar una gran controvèrsia en el context polític de l'època. Com molts altres, Zhang Xinxin va intentar aprofitar al màxim la relaxació dels controls al començament del període, per impulsar les seves experiències formals i la seva llibertat de to el més lluny possible. Però l’obertura inicial va durar poc. Durant la campanya de 1983 "Contra la contaminació espiritual", Zhang Xinxin va rebre atacs reiterats contra el caràcter avantguardista, inconformista i "negatiu" dels seus escrits. Els atacs rebuts la van obligar a adoptar una forma d’escriptura menys provocativa.
El 1984, en col·laboració amb el periodista Sang Ye (桑 晔), va anar a la recerca dels testimonis de persones de tots els àmbits de la vida i de totes les professions per elaborar retrats que, de punta a punta, poguessin formar una imatge, o millor dit, una "història oral" (口述 历史) de la Xina de l'època. Aquests retrats, es van començar a publicar a principis de 1985 en cinc revistes diferents.Posteriorment el conjunt de textos es publiquen junts sota el títol "Pequín, cent autoretrats de xinès" (北京人 --- 一百 个 中国 人 的 自述). L'èxit del llibre va generar una "febre de l'anomenada " literatura de reportatges" (纪实 文学 热).
A finals de 1985 va escriure Zai lushang "在 路上" (En el camí), una novel·la documental on narra el seu viatge al llarg del Gran Canal - de Pequín a Hangzhou-, alhora que filmava un programa per a la televisió.
El 2010 va publicar la novel·la autobiogràfica "Wo-book1" (我" -book 1) i al gener de l'any 2011 va aparèixer la segona part.
El novembre del 2013, va publicar, en anglès i xinès, una novel·la gràfica segons la tradició del manhua (漫画): "Pai Huazi and the Clever Girl" (拍 花子和 俏 女孩).
La seva publicació més recent és la novel·la " IT84 " publicada a Shanghai Literature al desembre del 2018.

## Obres destacades
Novel·les
- 1983: 疯狂的君子兰 (Orchid Mania)
- 1985:我们这个年纪的梦 (The Dreams of Our Generation)
- 1986:封．片．联 (Postcard and Bandits)
- 2018 :IT84 (IT84).

Contes:
- 1978: "In the Quiet Ward"
- 1979: "Where Did I Miss You?"
- 1981:在同一个地平线上 ("On the Same Horizon")
- 1985: 张辛欣小说选 (The Collected Stories of Zhang Xinxin)
- 1988: 这次你演哪一半? ("Which half will you play this time – husband or wife?,")
- 2011: 龙的食谱》 ("A Recipe for Dragons,")

No ficció
- 1986:在路上 (On the Road)
- 1994:天狱：偷渡美国 (Hell in Heaven: Smuggling to America),
- 2000: 我知道的美国之音 (Me and the VOA: A Collection of Commentaries)
- 2000:独步东西 : 一个旅美作家的网上创作 (Lonely Drifter: The Wanderer Between the East and the West - My Journey on The Web)
- 2002: 流浪世界的方式 (Style of Wandering the World: Short Essay Collection)
- 2003:我的好莱坞大学 (Dark Paradise: My Observations of Hollywood)
- 2020: 我在美国的自隔离日记》(My Self-Isolation Diaries).

Cinema, TV, radio
- "棋王" (The Chessmaster, guió basat en la novel·la de Ah Cheng.
- "我们，你们" (We, You), guió i direcció
- "运河人" (People of the Grand Canal) reportatge presentat a la CCTV.
- "封。片。联" (Postcard and Bandits) adaptació de la seva novel·la com a serie radiofònica.
- "珍邮谜案" (The Stamp Mystery) guió i direcció d'una mini-serie per la televisió.
- "作家手记" (Diary of an Author) col·laboració amb la VOC (Veu d'Amèrica).